# Parafin

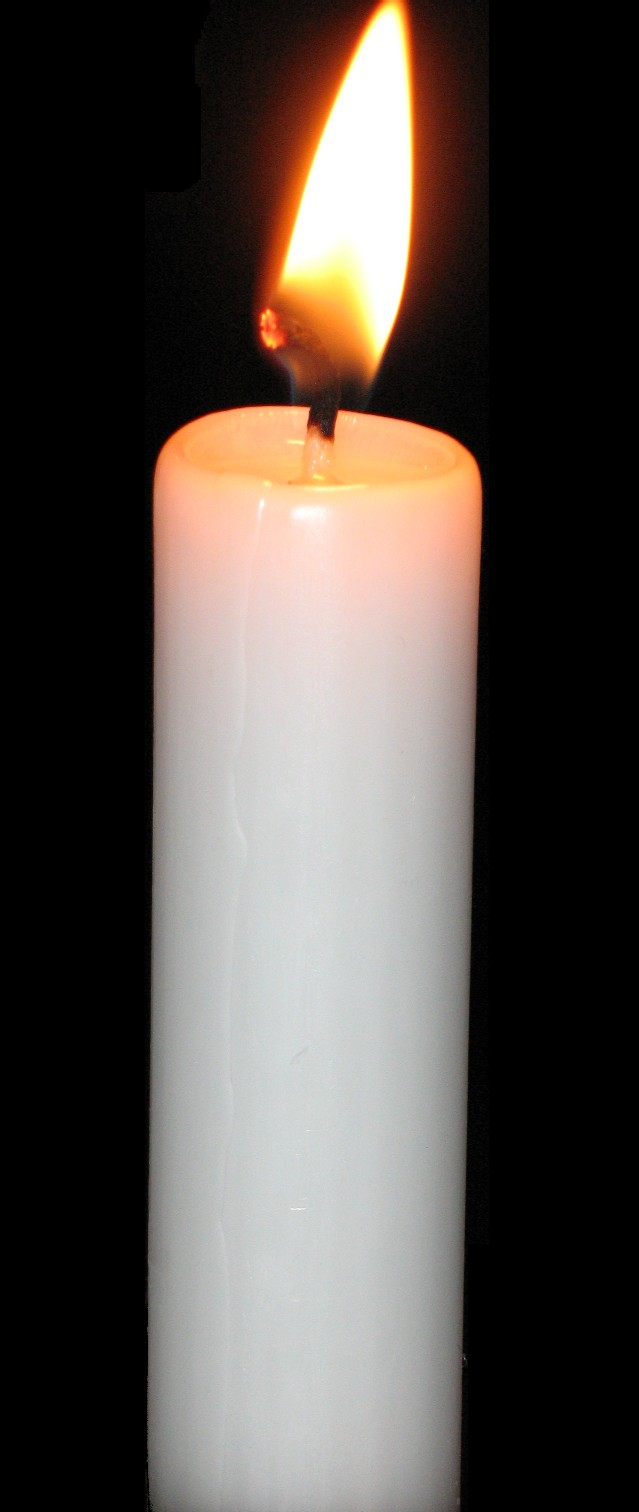
Nến parafin

Parafin là tên gọi chung cho nhóm các hydrocarbon dạng ankan với phân tử lượng lớn có công thức tổng quát CnH2n+2, trong đó n lớn hơn 20. Parafin được Carl Reichenbach phát hiện ra trong thế kỷ 19.
Đây là loại nhiên liệu mà tiếng Anh-Mỹ gọi là kerosene (dầu hỏa hay dầu hôi) thì trong tiếng Anh-Anh, cũng như trong phần lớn các phiên bản tiếng Anh của Khối thịnh vượng chung Anh, được gọi là paraffin oil (hay paraffin), còn dạng rắn của parafin được gọi là paraffin wax (sáp parafin).
Parafin là tên gọi kỹ thuật cho ankan nói chung, nhưng trong phần lớn các trường hợp nó được dùng để chỉ các ankan mạch thẳng hay ankan thường, trong khi các ankan mạch nhánh, hay isoankan được gọi là isoparafin. So sánh thêm với olefin. (tiếng Latinh: parum (= yếu, kém, thiếu) + affinis với ý nghĩa ở đây là "thiếu ái lực", hay "thiếu khả năng phản ứng") (xem thêm ankan).
Trong bài này parafin được hiểu theo nghĩa thứ nhất.

## Thuộc tính lý-hóa
Parafin được tìm thấy chủ yếu trong dạng chất rắn dạng sáp màu trắng, không mùi, không vị, với điểm nóng chảy thông thường nằm trong khoảng 47 - 65 °C. Nó không hòa tan trong nước, nhưng hòa tan trong ête, benzen và một số este. Parafin không bị thay đổi dưới tác động của nhiều thuốc thử hóa học phổ biến, nhưng rất dễ cháy.

## Parafin lỏng
Parafin lỏng có nhiều tên gọi, như nujol, dầu adepsin, albolin, glymol, dầu parafin, saxol, hay dầu khoáng USP. Nó thông thường được sử dụng trong các nghiên cứu phổ học hồng ngoại, do nó có phổ hồng ngoại tương đối không phức tạp. Khi các mẫu cần kiểm tra được tạo ra thành lớp dung dịch dày, parafin lỏng được thêm vào để nó có thể loang rộng trên các đĩa cần thiết cho việc kiểm tra phổ hồng ngoại.

## Sử dụng
- Sản xuất nến
- Tạo lớp phủ cho các loại giấy hay vải sáp.
- Tạo lớp phủ cho nhiều loại pho mát cứng, chẳng hạn pho mát Edam.
- Tạo các mẫu trong nghiên cứu thuộc lĩnh vực mô học.
- Chất đẩy rắn cho các loại tên lửa lai ghép.
- Gắn xi cho bình, chai, lọ.
- Trong da liễu học, nó được dùng làm thuốc làm mềm (giữ ẩm)
- Được dùng cho các ván lướt sóng như là một thành phần của loại sáp dành cho ván lướt sóng.
- Thành phần chủ yếu của sáp trượt, dùng trong các ski và ván trượt tuyết.
- Trong vai trò của phụ gia thực phẩm, chất tạo độ bóng có số E bằng E905 chính là parafin cấp thực phẩm.
- Các thử nghiệm parafin được sử dụng trong pháp y để phát hiện các hạt thuốc súng còn trong tay của người bị tình nghi.

Sáp parafin cấp thực phẩm được dùng trong một số loại kẹo để làm cho nó trông bóng hơn. Mặc dù sáp parafin có thể ăn được nhưng nó không tiêu hóa được; nó đi qua hệ tiêu hóa mà không bị phân hủy. Sáp parafin cấp phi thực phẩm có thể chứa dầu và các tạp chất khác và có thể là độc hại hay nguy hiểm.
Hỗn hợp không tinh khiết của phần lớn các loại sáp parafin được dùng trong các buồng tắm sáp với mục đích làm đẹp và như là liệu pháp điều trị.
Sáp parafin không được dùng nhiều trong việc chế tạo các mô hình mẫu để đúc, do nó tương đối giòn ở nhiệt độ phòng và thông thường không thể đục, khắc lạnh do nó tạo ra nhiều mảnh vỡ. Loại sáp được ưa chuộng trong công việc này là sáp ong.